# ميك جنكينز (لاعب دوري الرغبي)
ميك جنكينز (بالإنجليزية: Mick Jenkins)‏ هو لاعب دوري الرغبي أسترالي، ولد في 9 يونيو 1972 في غولد كوست في أستراليا.